# Juanita Mansó
Juana Ramírez Fernández, más conocida por Juanita Mansó (1872-24 de febrero de 1957) fue una actriz española.

## Biografía
Hija del actor Ricardo Manso, debutó en el teatro en 1902. Después de la guerra civil, entró en el cine, donde normalmente interpretó personajes de señora mayor. Sus trabajos más representativos son en El clavo (1944), La vida en un hilo (1945), La calle sin sol (1948) y La Hermana San Sulpicio (1952).
Falleció el 24 de febrero de 1957 en Madrid a los 85 años de edad.

## Filmografía completa
- El malvado Carabel (1935)
- Aurora de esperanza (1937)
- Bohemios (1937)
- No quiero... no quiero! (1938)
- Boy (1940)
- La Petenera (1941)
- El frente de los suspiros (1942)
- Un marido a precio fijo (1942)
- Cristina Guzmán (1943)
- Café de París (1943)
- El escándalo (1943)
- Altar mayor (1944)
- El clavo (1944)
- El rey de las finanzas (1944)
- Ella, él y sus millones (1944)
- El destino se disculpa (1944)
- Manolete (1944)
- Castañuela (1945)
- Domingo de carnaval (1945)
- El camino de Babel (1945)
- El fantasma y doña Juanita (1945)
- La vida en un hilo (1945)
- Cuando llegue la noche (1946)
- Dulcinea (1947)
- Las inquietudes de Shanti Andía (1947)
- Barrio (1947)
- Canción de medianoche (1947)
- Caperucita Roja (1947)
- Fuenteovejuna (1947)
- Mariona Rebull (1947)
- Nada (1947)
- Revelación (1947)
- Vidas confusas (1947)
- Brindis a Manolete (1948)
- La calle sin sol (1948)
- La fiesta sigue (1948)
- Sabela de Cambados (1949)
- Currito de la Cruz (1949)
- El santuario no se rinde (1949)
- Fuego (1949)
- La Duquesa de Benamejí (1949)
- La guitarra de Gardel (1949)
- La Revoltosa (1949)
- Paz (1949)
- Aquel hombre de Tánger (1950)
- De mujer a mujer (1950)
- La esfinge maragata (1950)
- María Antonia La Caramba (1950)
- Historia en dos aldeas (1951)
- Cerca del cielo (1951)
- El negro que tenía el alma blanca (1951)
- Habitación para tres (1952)
- La Estrella de Sierra Morena (1952)
- La Hermana San Sulpicio (1952)
- Los ojos dejan huellas (1952)
- Sobresaliente (1953)